# Michael Covea
Michael O'Neal Covea Uzcátegui (Caracas, 21 agosto 1993) è un calciatore venezuelano, centrocampista del Caracas.